# Pierre-François-Joseph Robert
Pierre François Joseph Robert (1763-1826) foi um político ligado à Revolução Francesa.
Era filho de Jean-François Robert e de Catherine Douhomme. Sucessivamente advogado, professor de direito público na Sociedade Filosófica, jornalista e secretário de Georges Danton. Eleito deputado na Convenção pelo département do Sena (1792), é principalmente interessando nos assuntos financeiros e torna-se fornecedor do Exército até 1808. Casa-se com Louise-Félicité de Kéralio. A filha do casal, Adélaïde Robert, desposa o célebre musicólogo belga François-Joseph Fétis.
Foi um dos fundadores da "Sociedade dos Amigos dos Direitos do Homem e do Cidadão", em Julho de 1790. Robert também inscreveu-se na "Sociedade dos Amigos da Constituição", na "Sociedade Fraterna dos Jacobinos" e no Clube dos Indulgentes. Em Abril de 1791, torna-se presidente dos Cordeliers que, sob sua influência, passa a admitir mulheres. Em Maio de 1791, François Robert tenta reunir as sociedades populares no seio de um comitê central. É eleito presidente deste comitê, porém os Jacobinos recusam-se a aderir a este comitê central.
Eleito para a Convenção Nacional ao mesmo tempo que a deputado de Paris, vota pela morte do Rei Luís XVI em 20 de Janeiro de 1793.
Quando dos "Cem Dias", François Robert é nomeado sub-prefeito de Rocroi.
Regicida, precisa deixar a França em 1815 e estabelece-se como mercador de licores na Bélgica.
Seu retrato, pintado em 1792 por Jean-Louis Laneuville, está exposto no Museu de Versailles desde 1835.